# 赵振业
赵振业（1937年11月13日—），男，河南原阳人，中国金属材料专家，中国工程院院士，曾任北京航空材料研究院副总工程师，现任北京航空材料研究院研究员、博士生导师，中国航空学会北京航空航天学会理事。

## 生平
1961年，于西北工业大学毕业。2005年，当选中国工程院院士。